# 第47回日劇學院賞
←第46回 - 第47回 - 第48回→
第47回日劇學院賞，針對2005年10月到12月在日本播出的連續劇做出投票與評比。

## 得獎名單

### 最優秀作品賞
1. 改造野豬妹
2. 流星花園
3. 一公升的眼淚
4. 義經
5. 熟年離婚

- 讀者票：1.改造野豬妹；2.流星花園；3.義經
- 記者票：1.流星花園；2.改造野豬妹；3.一公升的眼淚
- 評審票：1.改造野豬妹；2.一公升的眼淚；3.流星花園

### 主演男優賞
1. 龜梨和也（改造野豬妹）
2. 瀧澤秀明（義經）
3. 山下智久（改造野豬妹）

- 讀者票：1.龜梨和也（改造野豬妹）；2.瀧澤秀明（義經）；3.山下智久（改造野豬妹）
- 記者票：1.龜梨和也（改造野豬妹）；2.瀧澤秀明（義經）；3.山下智久（改造野豬妹）
- 評審票：1.龜梨和也（改造野豬妹）；2.山下智久（改造野豬妹）；3.瀧澤秀明（義經）

### 主演女優賞
1. 井上真央（流星花園）
2. 澤尻繪里香（一公升的眼淚）
3. 菅野美穗（愛之歌）

- 讀者票：1.井上真央（流星花園）；2.澤尻繪里香（一公升的眼淚）；3.菅野美穗（愛之歌）
- 記者票：1.井上真央（流星花園）；2.澤尻繪里香（一公升的眼淚）；3.菅野美穗（愛之歌）
- 評審票：1.澤尻繪里香（一公升的眼淚）；2.井上真央（流星花園）；3.觀月亞里莎（鬼嫁日記）

### 助演男優賞
1. 松本潤（流星花園）
2. 錦戶亮（一公升的眼淚）
3. 森山未來（危險傻大姊）

- 讀者票：1.松本潤（流星花園）；2.錦戶亮（一公升的眼淚）；3.松平健（義經）
- 記者票：1.松本潤（流星花園）；2.錦戶亮（一公升的眼淚）；3.谷原章介（大奧：華之亂）
- 評審票：1.森山未來（危險傻大姊）；2.松本潤（流星花園）；3.松平健（義經）

### 助演女優賞
1. 堀北真希（改造野豬妹）
2. 藥師丸博子（一公升的眼淚）
3. 小池榮子（大奧：華之亂）

- 讀者票：1.堀北真希（改造野豬妹）；2.藥師丸博子（一公升的眼淚）；3.小池榮子（大奧：華之亂）
- 記者票：1.堀北真希（改造野豬妹）；2.藥師丸博子（一公升的眼淚）；3.小池榮子（大奧：華之亂）
- 評審票：1.堀北真希（改造野豬妹）；2.小池榮子（大奧：華之亂）；3.藥師丸博子（一公升的眼淚）

### 其他
- 新人俳優賞：Wentz瑛士（推薦正確的戀愛方法）
- 腳本賞：木皿泉（改造野豬妹）
- 音樂賞：改造野豬妹
- 監督賞：改造野豬妹
- 片頭片尾賞：（大奧：華之亂）
- 電視週刊特別賞：熟年離婚